# Zhishan, Jian'ou
Zhishan (kinesiska: 芝山) är ett stadsdelsdistrikt i sydöstra Kina. Det ligger i Jian'ou i staden Nanping i provinsen Fujian, omkring 150 kilometer nordväst om provinshuvudstaden Fuzhou. Antalet invånare är 46 137. Befolkningen består av 23 243 kvinnor och 22 894 män. Barn under 15 år utgör 15,0 %, vuxna 15-64 år 73 %, och äldre över 65 år 10,0 %.